# Campanario de la iglesia de Nuestra Señora de los Ángeles (Castielfabib)
El campanario de la iglesia de Nuestra Señora de los Ángeles corresponde a la torre de la parroquial de Castielfabib, municipio provincia de Valencia (Comunidad Valenciana, España).

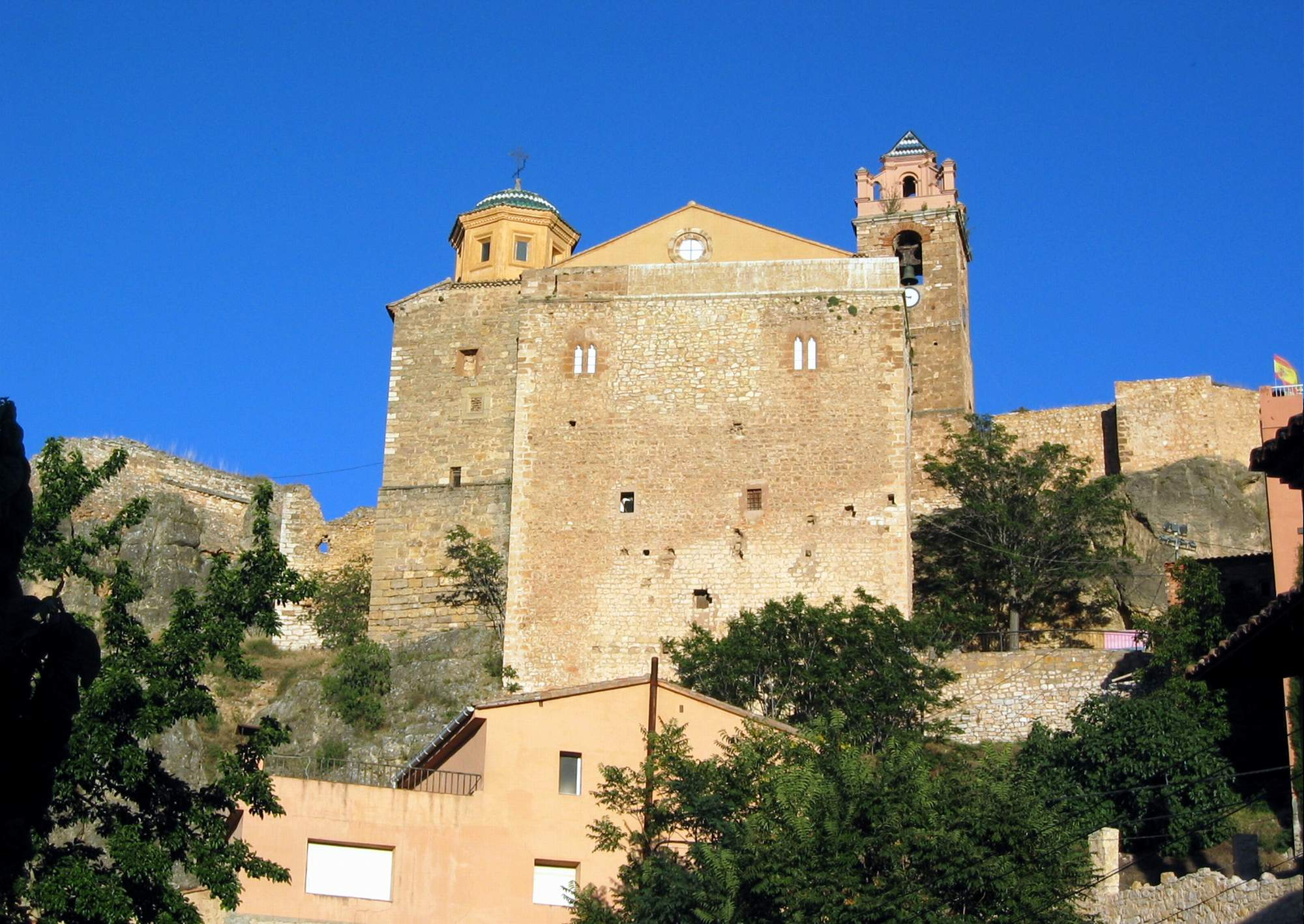
Iglesia-fortaleza de Nuestra Señora de los Ángeles en Castielfabib, 2013.

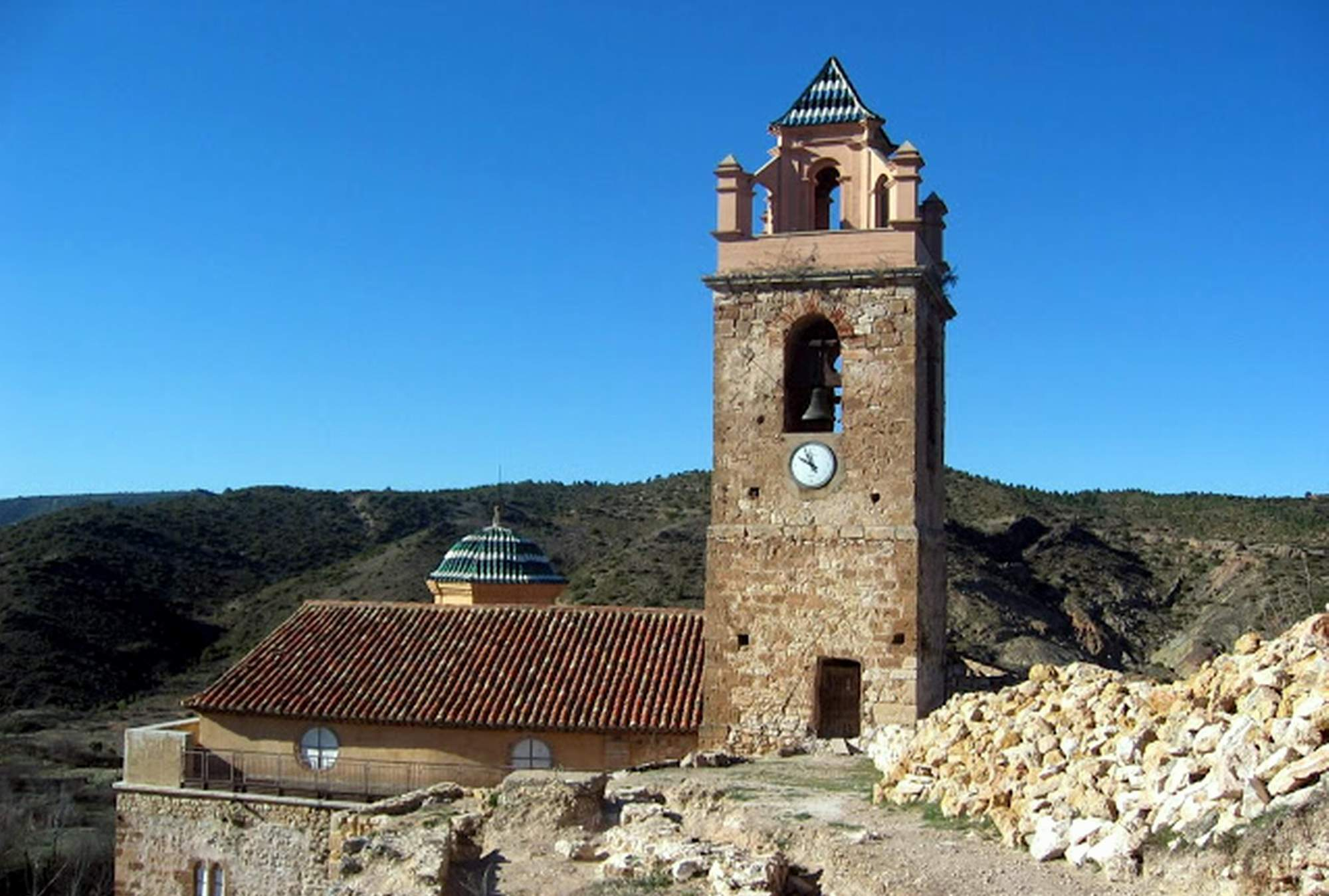
Torre campanario de la iglesia parroquial de Castielfabib, fachada meridional desde el castillo (2007).

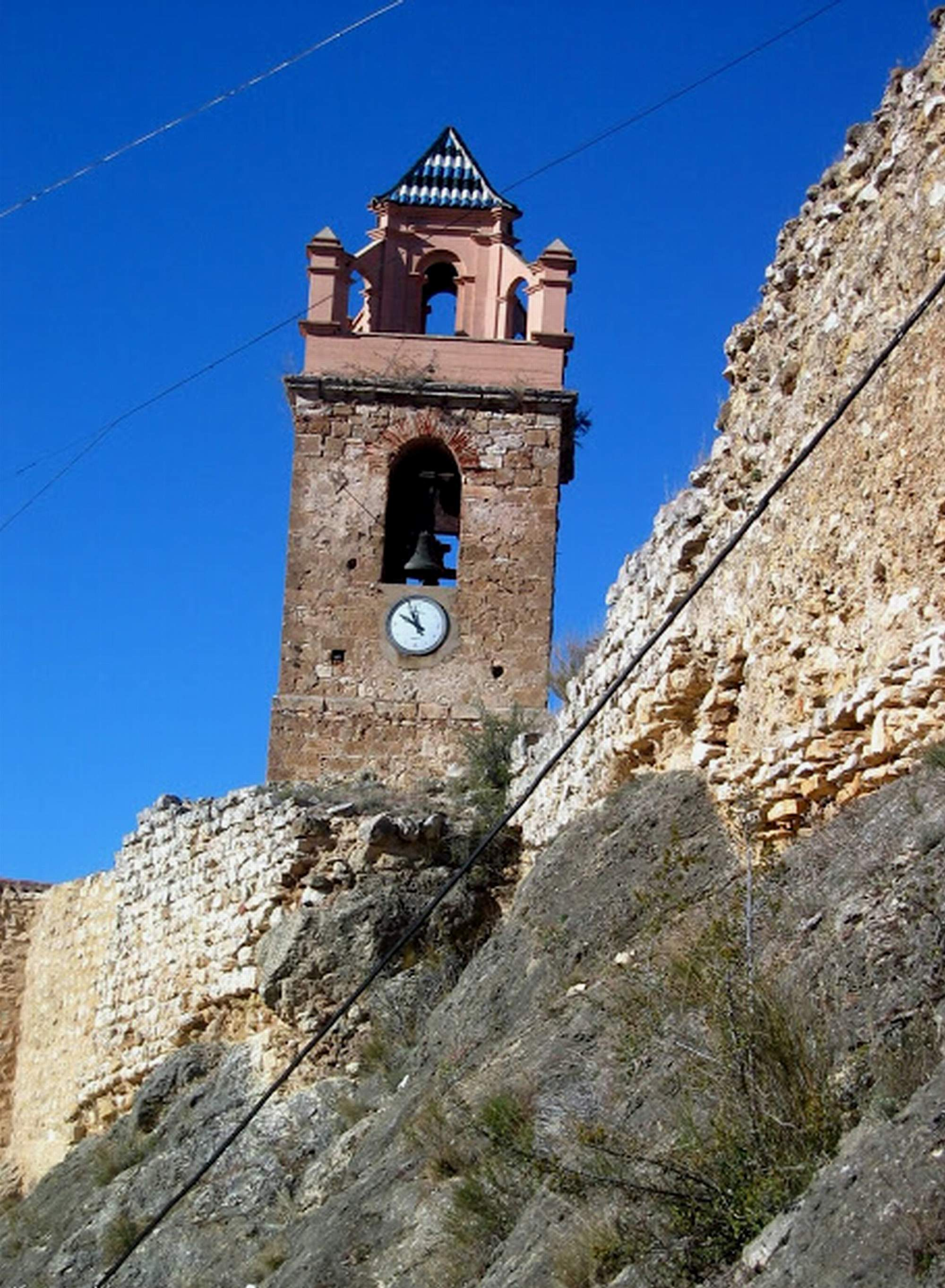
Torre campanario de la iglesia parroquial de Castielfabib, fachada meridional, desde la ladera del castillo (2007).

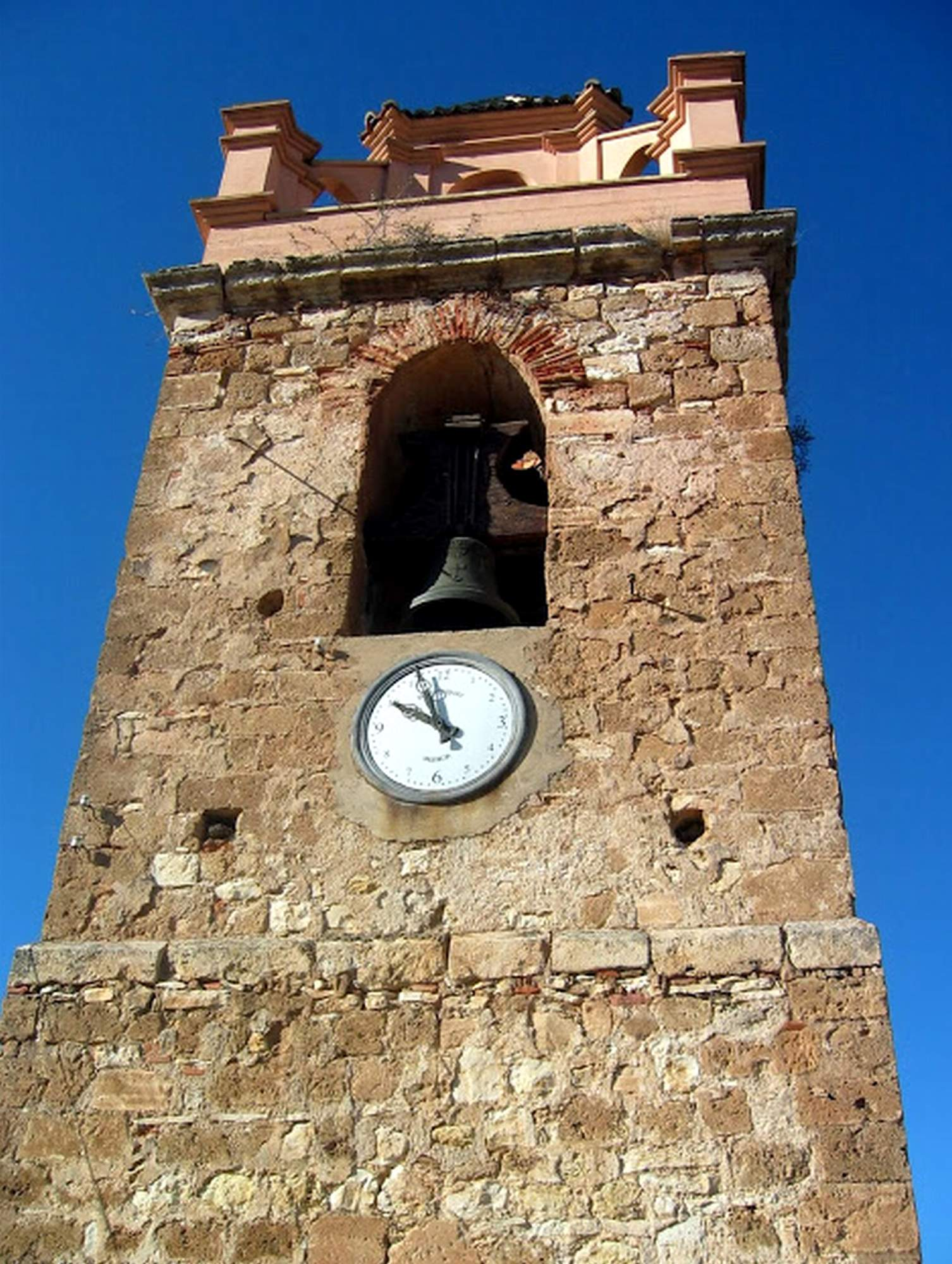
Iglesia-fortaleza de Nuestra Señora de los Ángeles en Castielfabib, 2012.

Pertenece a un conjunto monumental del siglo XIII, la torre campanario data del primer tercio del siglo XIV (1333). Tiene la condición de Bien de Interés Cultural, Código: 46.09.092-001.-

## Precedentes históricos
El origen de la Iglesia de Castielfabib se halla en cierto documento datado el 26 de agosto de 1210, por el que Pedro II de Aragón «concede la iglesia de aquella villa, con sus diezmos y primicias, a la Orden de los Caballeros del Hospital, para la construcción de iglesia y oratorios».
A comienzo de los años treinta del siglo XIII (1232) ya se nombran las tres iglesias matriciales del pre-Rincón de Ademuz: Ademuz, Castielfabib y Vallanca -y junto a estas la de Tormón, El Cuervo, Huélamo y Santa Cruz de Moya.
En tiempo del obispo de Albarracín y Segorbe, Gaspar Jofre de Borja (1534), la Iglesia de Castielfabib contaba con una rectoría y siete beneficiados, su titular era «Santa María», y tenía una renta de 7 libras.
Mediado el siglo XVII, ya en tiempo del obispo Diego Serrano de Sotomayor (1641), las parroquias del Rincón de Ademuz eran seis, entre ellas la de Castielfabib, cuya advocación era ya la de «Beatisime Virginis Mariae Angelorun» -que corresponde a su título actual.

## Historia
Miguel Marín Adán especula acerca de la primitiva espadaña que pudo tener la iglesia de Castielfabib, pues en el siglo XIII «eran raros los templos rurales que poseían torre-campanario».
La primera noticia respecto a las campanas de las Iglesias y ermitas del Rincón de Ademuz se halla en cierto documento del primer tercio del siglo XIV (1333), mediante el que Alfonso el Benigno concede permiso a los clérigos de Castielfabib para construir una torre nueva, cerca de la puerta del castillo, con címbalos y campanas, y que debía ser erigida a expensas de las primicias del lugar:

«Nos Alfonso, etc. […], por el informe de nuestro estimado López Alvari de Espejo, supimos que los clérigos del lugar de Castro Habib tienen la intención y el propósito de construir y edificar de las primicias de dicho lugar una torre nueva cerca de la puerta del castillo […], el cual castillo es contiguo a la iglesia […] y que nos en dicha torre címbalos y campanas permitiéramos poner y tocar. […] y plenamente informado que esta torre será par el citado castillo muy útil y participará en la gran fortificación y en la defensa de este castillo. Por tanto, para la utilidad y garantía de dicho castillo, permitimos […] hacerla edificar o construir y, también que en ella puedan címbalos y campanas poner y tocar o hacer poner y tocas a su voluntad. En testimonio de lo cual mandamos hacer las presentes y protegidas con nuestro sello. Fechado en Teruel el 17 de febrero de 1333».
Del paisaje, alma del Rincón de Ademuz (I), Alfredo Sánchez Garzón

García Lisón y Zaragozá Catalán, al decir de la Iglesia-fortaleza de Nuestra Señora de los Ángeles (realmente, «una fortificación y una iglesia»), refieren que se trata de «una compleja construcción situada en una fortísima pendiente», que incluye también una «torre-campanario junto a la cabecera, que en parte se desarrolla en la misma roca». El conjunto presenta varios estilos, no obstante, «la observación de sus fábricas permite suponer sea construcción militar post-reconquista (el aparejo de sillarejo y la marcas de cantería así lo indican».
A comienzo de los años sesenta (1963), el regente de la parroquial de Castielfabib (Jesús Calvo Martínez) informa que la iglesia «posee torre con tres campanas», que «no hay reloj de sol ni de torre», y que la iglesia «sufrió desperfectos durante la guerra de 1936 y fue parcialmente reconstruida, recibiendo una ayuda del Estado de 25 por 100»; «desaparecieron o fueron destruidos los libros (parroquiales) anteriores a esta fecha». Realmente, los daños sufridos fueron muy cuantiosos, pues el templo fue devastado, quemando el material ornamental y mueble (órgano incluido), y documental.

## Ubicación y descripción
La ubicación de la torre campanario ya la dan los textos antiguos cuando dicen que se había de construir «cerca de la puerta del castillo […], el cual castillo es contiguo a la iglesia». Asimismo, cuando se dice que se halla «junto a la cabecera (del templo), que en parte se desarrolla en la misma roca».
Propiamente, la torre campanario se halla junto a la cabecera del templo (lado de la epístola), en posición suroccidental respecto del mismo. Hay una primera descripción de la torre, publicada por Marín Adán (1984), y otras posteriores.-.
Se trata de una torre campanario exenta, con fábrica de sillar y mampostería de piedra encarada, constituida por cuatro cuerpos de obra cuadrangulares de tamaño decreciente: los tres primeros se acoplan uno sobre otro, de forma que entre el primero y segundo se aprecia un rodete (labrado en piedra tosca) circunvalándolo parcialmente, mientras que entre el tercero y el cuarto existe una doble cornisa (labrada en piedra caliza) en todo su perímetro, sobre el que se emplaza el cuarto y último cuerpo del torreón, basado en un chapitel de distinta factura construido a posteriori. Posee el detalle de que los arcos de las cuatro hornacinas o vanos de las campanas se ha hecho a base de ladrillos rojos, formando un arco de medio punto, sin impostas voladas. Basada en piedra de extracción local: la tosca de «Los Toscares» y la caliza de «La Loma».
El detalle de los cuerpos resulta del siguiente tenor:
- El primer cuerpo asienta directamente sobre la propia roca del monte, de forma que por la fachada noroeste -la que recae sobre «El Carrerón»- su cimentación se profundiza algunos metros por la pendiente hasta encontrar la solidez del peñasco; inicialmente está basada en piedra caliza blanca, para continuar luego con tosca (esquina noroccidental). En la fachada sureste, sin embargo, el basamento está constituido por grandes bloques de piedra caliza. El resto del basamento está formado por piedra caliza tomada con mortero de cal.

- El segundo cuerpo asienta sobre el primero, con la característica de que en la fachada del «Carrerón» el muro superior se retrae sobre el borde labrado de la tosca, lo cual no ocurre en las demás fachadas, en las que el muro asciende liso hasta una hilada de piedra caliza trabajada, definiendo así el límite superior de este cuerpo. La cantonera suroriental posee piedra caliza hasta la altura del dintel superior de la puerta, continuando después en piedra tosca labrada. En la fachada anterior, la que recae sobre el castillo, posee el vano de la puerta –con dintel inferior casi a nivel del piso actual del castillo, que se halla sobreelevado por los escombros sobre el original-; por esta portezuela se accede al interior desde esta parte –antiguamente se podía acceder a la torre desde el templo, mediante una escalerita de caracol ubicada en la capilla lateral del presbiterio, lado de la epístola-. La puerta es de tablas y se halla adosada al jambaje interior.

- El tercer cuerpo asienta sobre el anterior, está también ligeramente retranqueado respecto del precedente, y posee esquinares de piedra tosca hasta el reborde superior, bien delimitado por una doble cornisilla de piedra caliza blanca labrada. En este cuerpo de torre se abren los vanos para los bronces –uno por cada fachada- con la característica de que el arco de la hornacina se halla formado por ladrillo rojo cocido. Las paredes son de mampostería con piedra trabajada, conservando restos de enlucido. Por debajo de la hornacina de la fachada del Carrerón y del Castillo hay una esfera de reloj, conservándose, no obstante, restos de otro de sol que tuvo, todavía visible en la cara del Castillo, del que resta el gnomón. Por la fachada de levante poseía una estructura saliente -donde se ubicaba la maquinaria del reloj- la cual fue retirada en la última restauración.

- El cuarto cuerpo asienta sobre el anterior, quedando todavía más retranqueado que los anteriores. Dicho cuerpo es de construcción moderna, producto de la última rehabilitación, obra del maestro de obras Daniel Aparicio Sánchez (Torrebaja, 1941). Su estilo no corresponde al general de la torre –aunque entona perfectamente con ella-; está basado en un encofrado de cemento armado en la base, que cincha a la torre por arriba: posee pilones cubiertos en las esquinas, que se unen mediante un arquito con una estructura central en forma de chapitel piramidal con cobertura de teja vidriada (verde, azul y blanca); la estructura central o templete posee arcos de doble archivolta en cada fachada y alero de tres bordes. Dicha estructura se halla coloreada en tonos térreos y fue levantada en sustitución de otra muy deteriorada de ladrillo.

## Relación de campanas de la parroquial
En el piso de campanas hay tres campanas:

### María de Gracia, la Ruidera
- Diámetro de boca: 63 cm.
- Peso: 145 kg.
- Año de fundición: 1744.
- Epigrafía:[17]
- Protección: Protección genérica por encontrarse en un monumento declarado Bien de Interés Cultural.
- Valoración: En caso de rotura solo puede ser soldada.

### Guillermina, de la Reja
- Diámetro de boca: 92 cm.
- Peso: 451 kg.
- Año de fundición: 1673.
- Epigrafía:[18]
- Protección: Protección genérica al encontrarse en un Bien de Interés Cultural declarado.[19]
- Valoración: En caso de rotura solamente puede ser soldada.

### María de los Ángeles, del Castillo
- Autor: Roses Soler, Vicente Domingo (Valencia).
- Diámetro de boca: 94 cm.
- Peso: 481 kg.
- Año de fundición: 1918.
- Epigrafía:[20]
- Protección: Protección genérica al encontrarse en un Bien de Interés Cultural declarado.
- Valoración: Campana interesante. Puede refundirse en caso de rotura tras su documentación.

## Observaciones
Dado su estado de Declaración singular en la categoría de Monumento, las intervenciones en las campanas deben autorizarse por la Dirección General del Patrimonio Cultural Valenciano, adjuntando el proyecto previamente al inicio de los trabajos.
Restaurado el chapitel de remate, el resto de la torre precisa restauración, sobre todo el interior.

## Galería

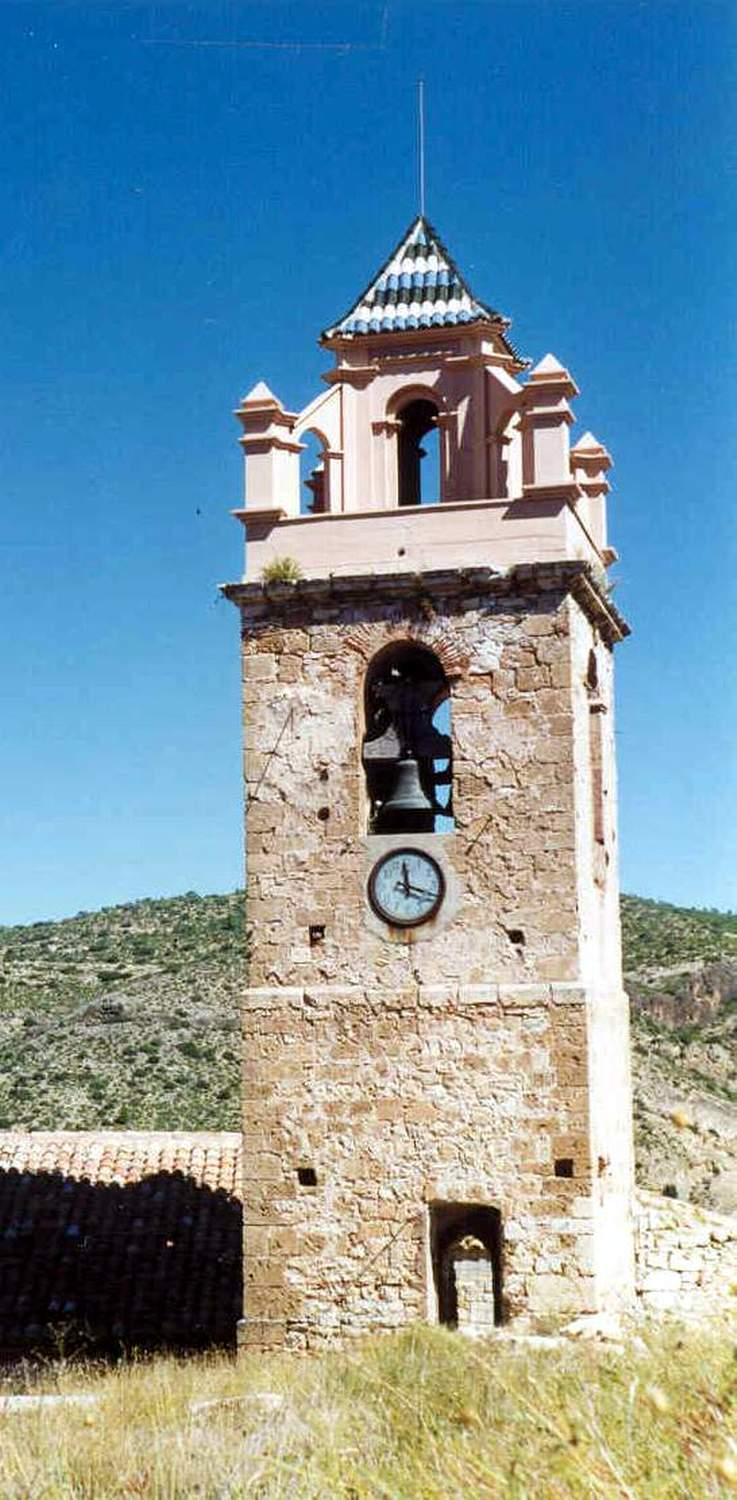
Torre campanario de la iglesia parroquial de Castielfabib, fachada meridional, desde el castillo (2007).
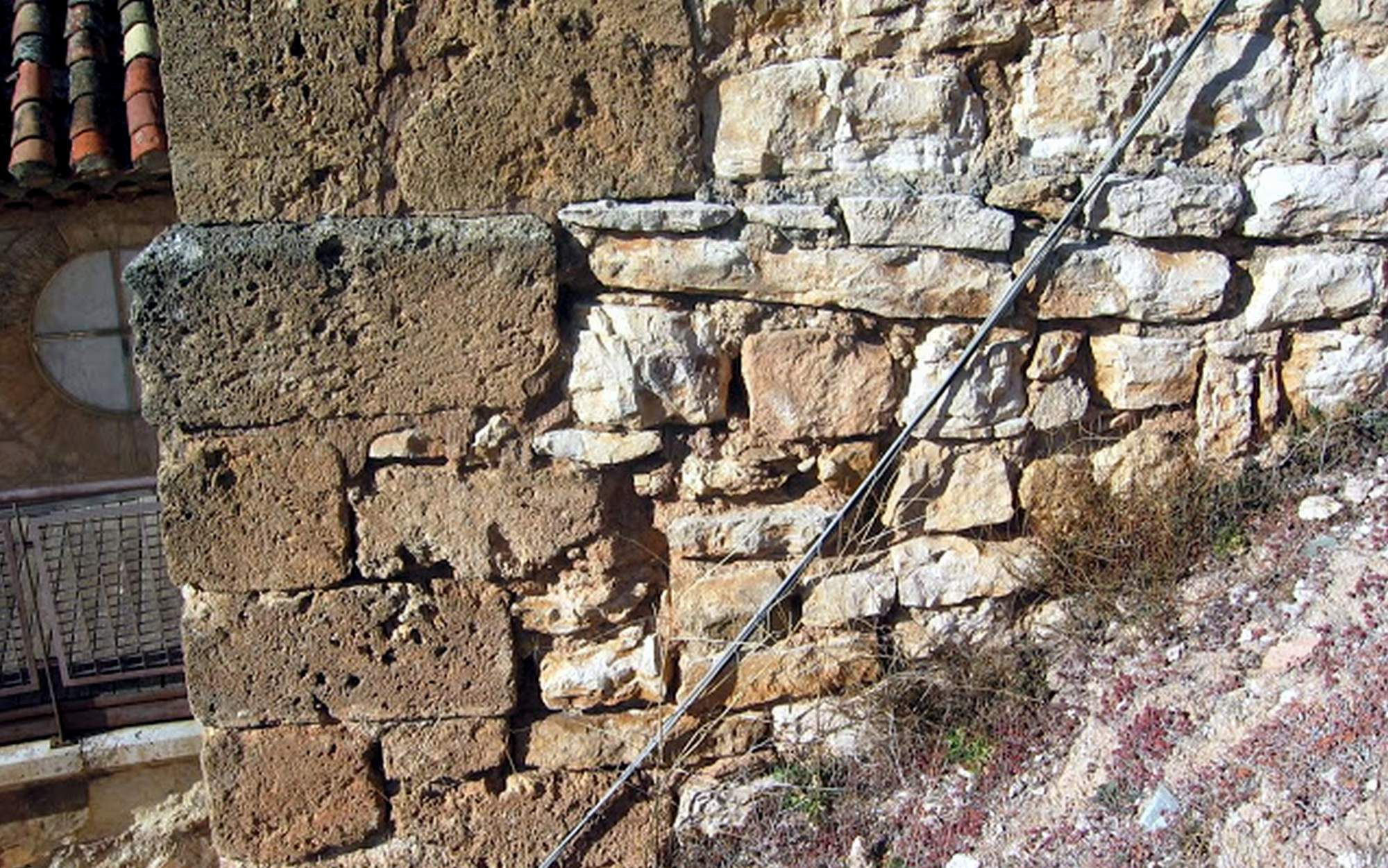
Iglesia-fortaleza de Nuestra Señora de los Ángeles en Castielfabib, 2012.
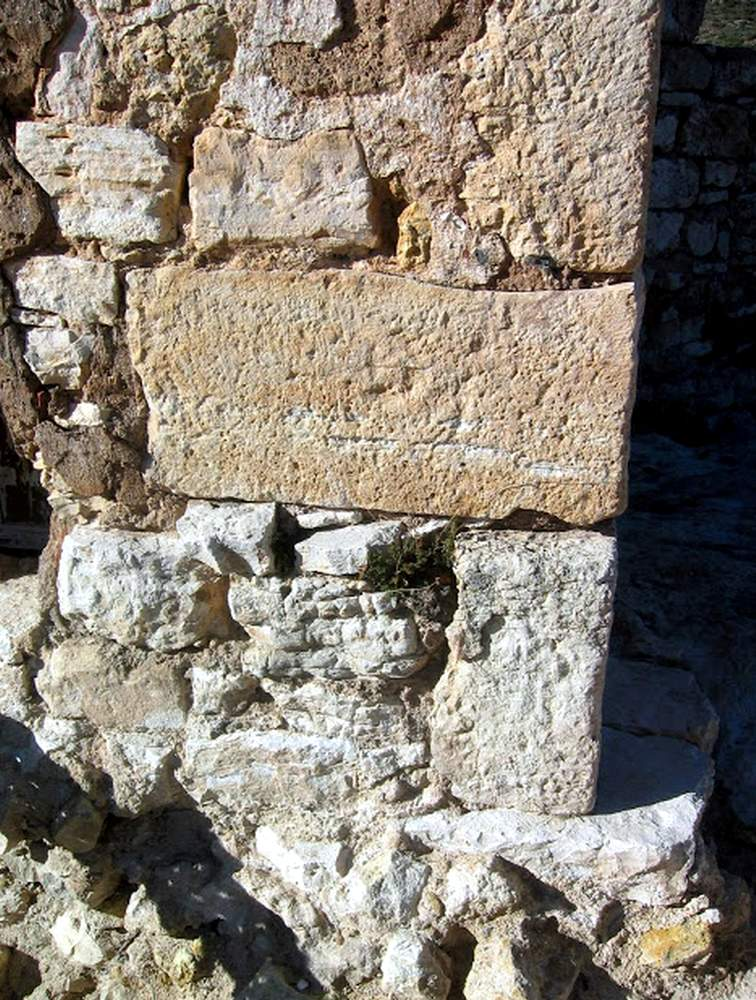
Iglesia-fortaleza de Nuestra Señora de los Ángeles en Castielfabib, 2012.
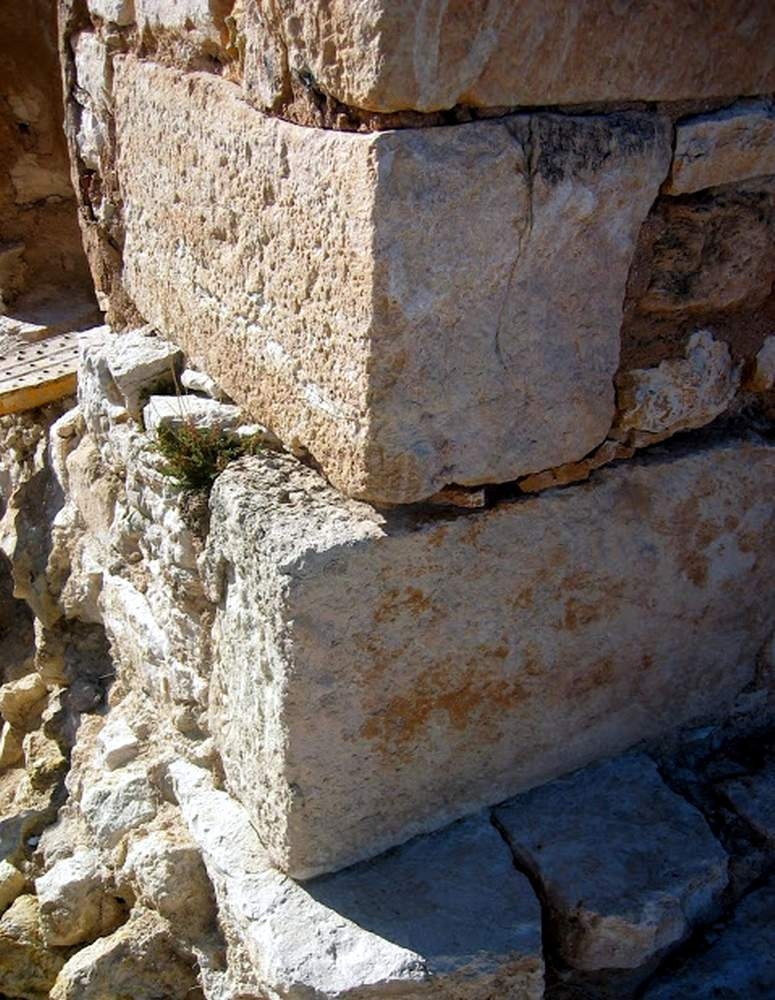
Iglesia-fortaleza de Nuestra Señora de los Ángeles en Castielfabib, 2012.
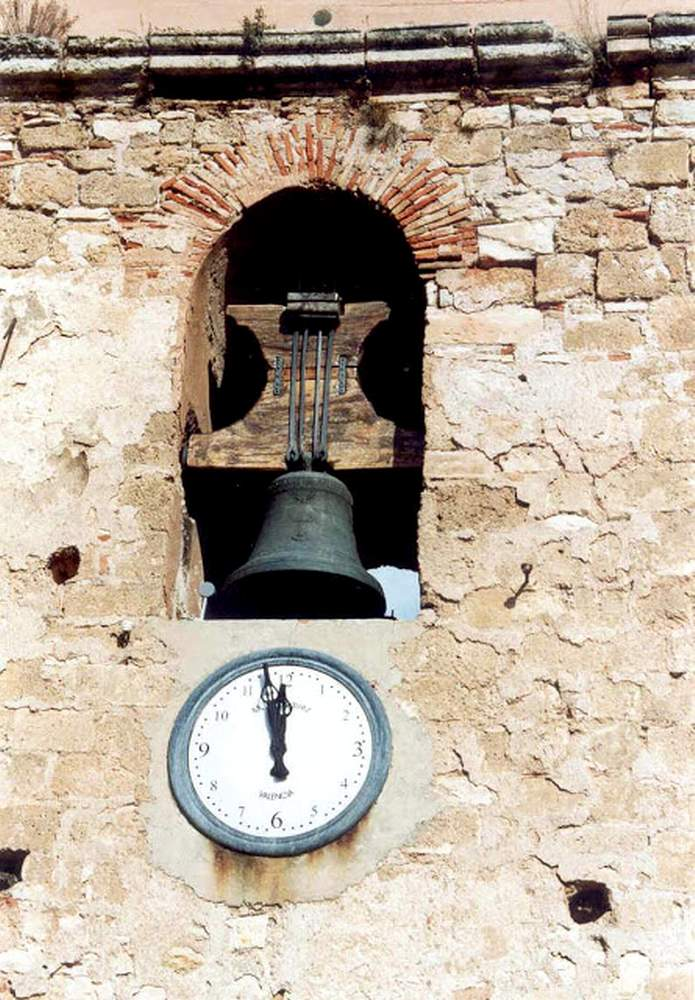
Iglesia-fortaleza de Nuestra Señora de los Ángeles en Castielfabib, 2012.
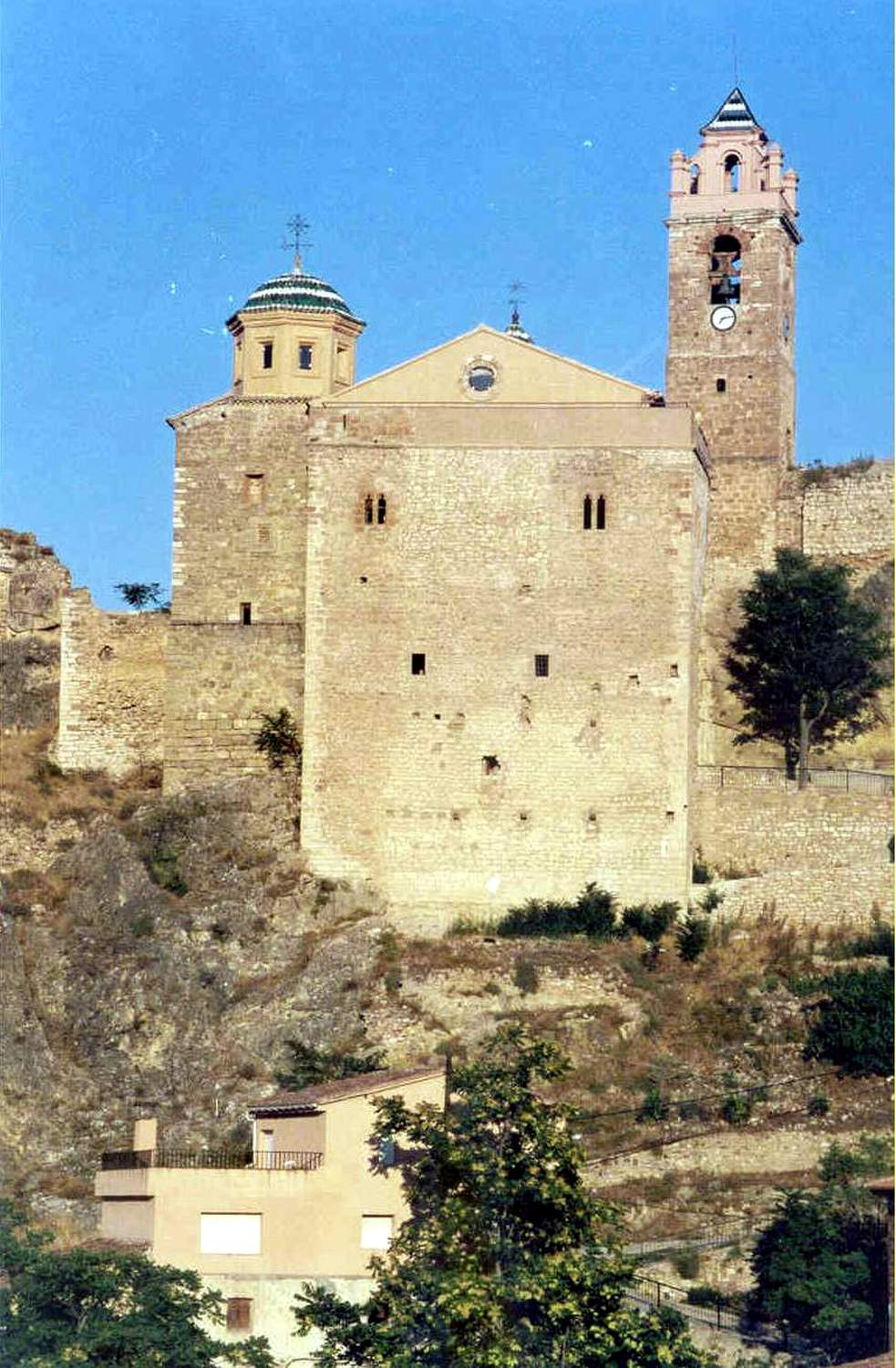
Iglesia-fortaleza de Nuestra Señora de los Ángeles en Castielfabib, 2013.